# Риндеркнехт, Нико
Нико Инго Риндеркнехт (нем. Nico Ingo Rinderknecht; род. 11 октября 1997, Гисен, Гессен) — немецкий футболист, полузащитник клуба Гессенлиги «Штадталлендорф».

## Клубная карьера
Начинал заниматься футболом в академиях своего города. В 2011 году получил приглашение из Франкфурта и принял его. С сезона 2015/16 подводился к основной команде, параллельно выступая за вторую.
13 декабря 2015 года дебютировал в Бундеслиге в поединке против дортмундской «Боруссии», выйдя на замену на 85-й минуте вместо Давида Абрахама.
28 июня 2016 года перешёл в «Ингольштадт 04», заключив контракт с клубом на три года.